# 周裂秋海棠
周裂秋海棠（学名：Begonia circumlobata）是秋海棠科秋海棠属的植物，是中国的特有植物。分布在中国大陆的广东、湖北、湖南、贵州、广西、福建等地，生长于海拔250米至1,100米的地区，见于密林下山沟边、山谷密林下石上及山地路旁水边，目前已由人工引种栽培。

## 别名
石酸苔、酸汤杆（屏边）、大麻酸汤杆、一口血、野海棠（广西植物名录）、猴子酸（资源）